# Walter Ayoví
Walter Orlando Ayoví Corozo, becenevén Macaco (Camarones, 1979. augusztus 11. –) egy afrikai származású ecuadori labdarúgó, a mexikói Dorados de Sinaloa középpályása. Egyik unokatestvére a szintén válogatott Jaime Ayoví.